# Motu Nui
Pour les articles homonymes, voir motu (homonymie).
Motu Nui, « Grand îlot » en rapanui, est un îlot de la pointe sud-ouest de l’île de Pâques, et constitue le point le plus occidental du territoire chilien, ainsi que le point méridional de l'archipel pascuan.

## Géographie
Avec ses presque quatre hectares, Motu Nui est le plus grand d’un groupe de trois îlots (avec Motu Iti et Motu Kao Kao). Motu Nui est le sommet d’une montagne volcanique sous-marine s’élevant à 2 000 mètres au-dessus du plancher océanique. 
La plongée sous-marine entre Motu Nui et Motu Kao Kao, fréquentée par des bancs de saupes, poissons aux reflets dorés, est très appréciée par les amateurs.

## Histoire

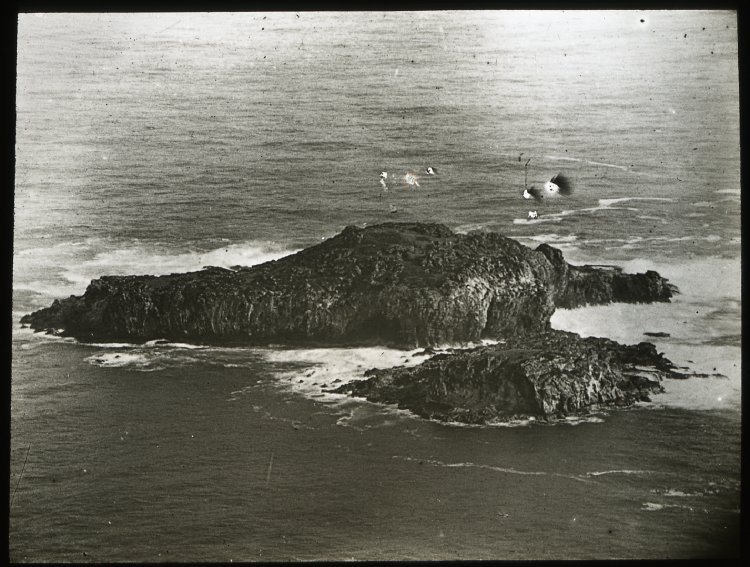
Moto Nui en 1905.

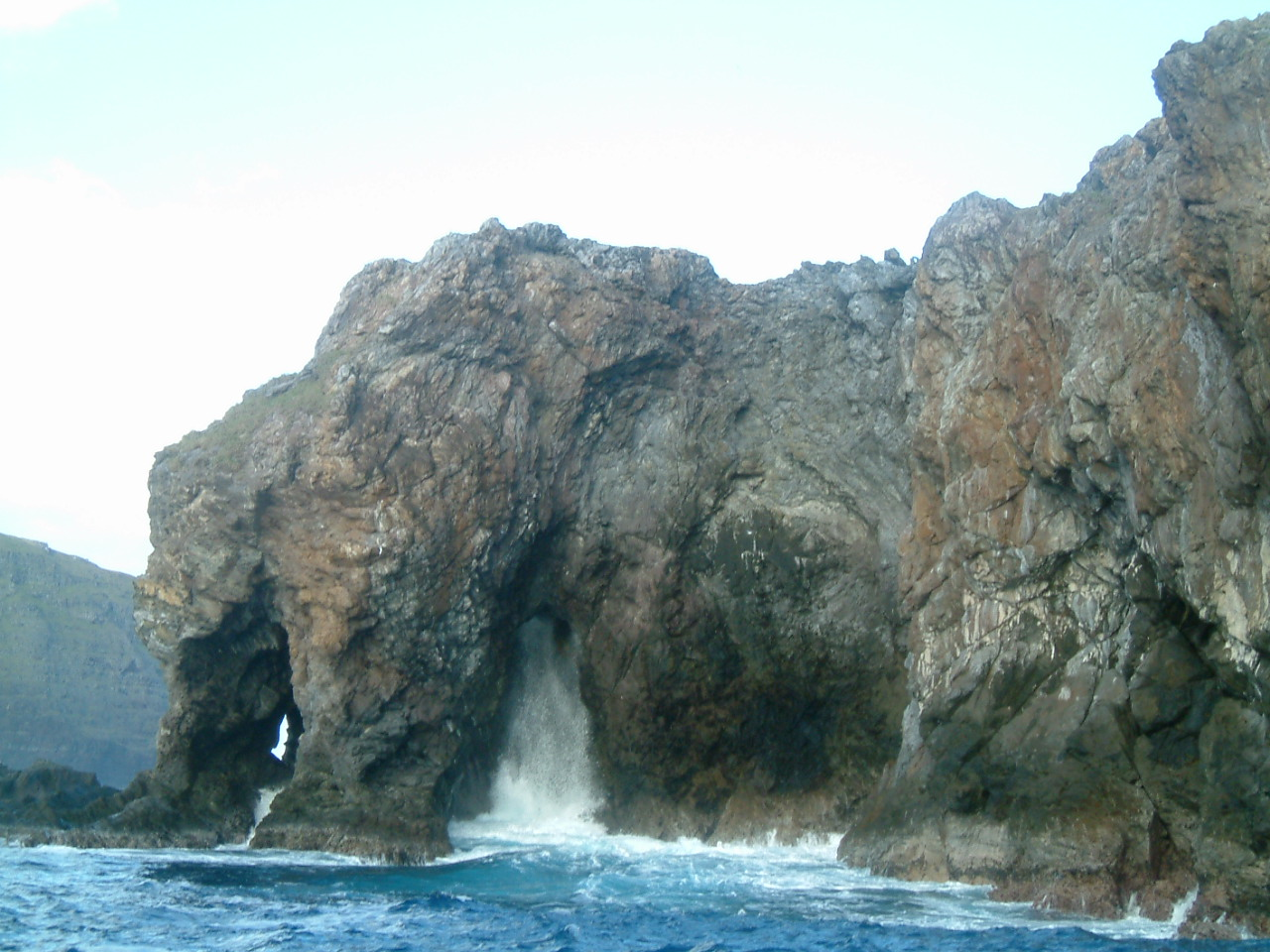
Motu Nui en 2008.

Ce fut un lieu sacré du culte du Tangata manu, l’« homme oiseau », qui prit place sur l’île de Pâques à une époque située entre le culte de Moaïs et l’ère chrétienne (avant 1860). Selon l’explorateur Alfred Métraux, le Tangata manu était, pour un an, l’arbitre des conflits entre clans sur l’île de Pâques. À ce titre, il était « neutre » et sacré. Pour devenir Tangata manu, le Hopu (représentant de chaque clan) devait plonger dans l’océan à partir de la falaise d’Orongo, nager à l’aide d’une gerbe de totora jusqu’à l’îlot rocheux inhabité de Motu Nui, s’y poster et attendre la ponte du premier œuf de sterne Manutara de la saison, le recueillir, nager à nouveau vers l’île de Pâques et gravir la falaise de Rano Kau pour le ramener à l’ariki nui (« grand guerrier »: le « roi » de l’île).
Le film Rapa Nui (1994) retrace cette tradition mais la représente comme une violente compétition où l’on doit gagner contre les autres et dont le côté sacré est complètement ignoré. En fait, chaque nageur se postait devant un nid, et selon la mythologie Rapa Nui c’est le dieu Make-make qui désignait le Tangata manu de l’année au moyen du premier couple de sternes à pondre. Cet unique œuf recueilli, tout le monde rentrait indemne. En outre, dans le film le vainqueur fait du chef de son clan l’ariki nui, alors que cette dignité était héréditaire au sein de la lignée Miru, descendant selon la tradition du fils aîné de Hotu Matu'a, le découvreur légendaire de l’île.

## Motu Nui dans la culture
En tant que terre émergée, l'îlot est considéré comme relativement proche de la zone du point Nemo, présentée comme le pôle maritime d'inaccessibilité, c'est-à-dire le point de l'océan le plus éloigné de toute terre émergée. 
L'île est également une des terres émergée les plus proches de la ville fictive de R'lyeh imaginée par l'écrivain américain, auteur de romans fantastiques et horrifiques, H. P. Lovecraft. Dans sa nouvelle L'Appel de Cthulhu, Lovecraft situe R'lyeh par 47° 09′ S, 126° 43′ O.
Dans Vaiana : La Légende du bout du monde, Motu Nui est une île du Pacifique sud, où se situe le village de Vaiana.
Elle est inspirée de l'atoll Tetiaroa, en Polynésie française.